# 59Y busz (Budapest)
A budapesti 59Y jelzésű autóbusz Csepel, Tanácsház tér és a Csapágy utca között közlekedett. A viszonylatot a Budapesti Közlekedési Vállalat üzemeltette.

## Története
1966. szeptember 12-én indult az 59-es busz elágazójárataként Csepel, Tanácsház tér és a Csapágy utca között. A Rákosi Endre (ma: Szent László) lakótelep építése miatt az 1970-es évek közepén a Csapágy utcai végállomását a Rákosi Endre utcából a Kupper Béla utcába helyezték át. 1977. január 1-jén jelzése 159-esre módosult.

## Útvonala
| Csapágy utca felé | Csepel, Tanácsház tér felé |
| --- | --- |
| Csepel, Tanácsház tér vá. – Kiss János altábornagy utca – Tanácsház utca – Kossuth Lajos utca – Cservenka Miklós utca – Völgy utca – Festő utca – Rákosi Endre utca – Fémmű utca – Kupper Béla utca – Csapágy utca vá. | Csapágy utca vá. – Kupper Béla utca – Fémmű utca – Rákosi Endre utca – Festő utca – Völgy utca – Cservenka Miklós utca – Kossuth Lajos utca – Koltói Anna utca – Kiss János altábornagy utca – Csepel, Tanácsház tér vá. |

## Megállóhelyei
| 0 | Csepel, Tanácsház tér végállomás     | 8 | Csepeli gyorsvasút, Pesterzsébet–Csepel HÉV 38, 38A, 38B, 48, 51, 52, 52A, 59, 59A, 71, 138 |
| 1 | Karácsony Sándor utca                | 7 | Csepeli gyorsvasút, Pesterzsébet–Csepel HÉV 38, 38A, 38B, 48, 51, 52, 52A, 59, 59A, 71      |
| 2 | Széchenyi István utca                | 6 | Csepeli gyorsvasút, Pesterzsébet–Csepel HÉV 38, 38A, 38B, 48, 51, 52, 52A, 59, 59A, 71, 138 |
| 3 | Völgy utca 18.                       | 5 | 59, 59A                                                                                     |
| 4 | Kölcsey utca                         | 4 | 59, 59A                                                                                     |
| 5 | Festő utca (↓) Völgy utca (↑)        | 3 |                                                                                             |
| 6 | Rákosi Endre utca (↓) Festő utca (↑) | 2 |                                                                                             |
| 7 | Fémmű utca                           | 1 |                                                                                             |
| 8 | Csapágy utca végállomás              | 0 |                                                                                             |